# Филотеи-Психикон
Филоте́и-Психико́н (греч. Δήμος Φιλοθέης-Ψυχικού) — община (дим) в Греции. Входит в периферийную единицу Северные Афины в периферии Аттика. Население — 26 968 жителей по переписи 2011 года. Площадь общины — 6,077 квадратного километра. Плотность — 4437,72 человека на квадратный километр. Административный центр — Психикон. Димархом на местных выборах в 2014 году избран Панделис Ксиридакис (Παντελής Ξυριδάκης).
Создана в 2010 году (ΦΕΚ 87Α) по программе «Калликратис» при слиянии упразднённых общин Неон-Психикон, Психикон и Филотеи.

## Административное деление

Административное деление общины:
1 — Психикон
2 — сверху вниз: Филотеи, Неон-Психикон

Община (дим) Филотеи-Психикон делится на 3 общинные единицы.